# Scutica
Die Scutica ist ein bei der Wimpertierchen-Gruppe der Scuticociliatia verbreitetes Merkmal. Es handelt sich um eine in Gestalt eines Hakens angeordnete Gruppe wimpernloser Basalkörper direkt unterhalb der Mundzone, die vor allem während der Stomatogenese (der Entstehung der Zellmunds nach der Zellteilung) von Bedeutung ist.

## Nachweise
- Rudolf Röttger: Wörterbuch der Protozoologie In: Protozoological Monographs, Band 2, 2001, S. 196, ISBN 3826585992.